# مجموعة التجزئة X5
مجموعة التجزئة X5 هي ثاني أكبر متاجر التجزئة في روسيا. وفي عام 2012، كانت للشركة والتي يقع مقرها في موسكو 2545 مخزنا و109،000 موظف.
أنشئت الشركة في مايو 2006 بعد اندماج كل من شركتي Pyatyorochka وPerekrestok لسلاسل التجزئة الغذائية. وكان من أكبر متاجر التجزئة في البلاد من حيث المبيعات قبل أن تتفوق عليها MAGNIT في أبريل 2013. وتم الحصول عليها والبقال المنافس، Kopeyka، من خلال X5 عن 1.12 مليار دولار في عام 2010. كما أن X5 تدير أيضا سلسلة هايبر ماركت Karusel.
ويتم تداول مجموعة التجزئة X5 في بورصة لندن تحت الرمز الخامس. وفي يوليو 2007، بلغت قيمتها السوقية 7.7 $ مليار دولار.
والمساهم الرئيسي في الشركة هو مجموعة ألفا (47.86٪). وكان يديرها ليف خسيس، مابين 2006 و2011، وهو نائب الرئيس الكبير والمدير التنفيذي للرافعة المالية وول مارت.

## وصلات خارجية
- الموقع الرسمي